# Sárgakámzsás csiröge
A sárgakámzsás csiröge (Chrysomus icterocephalus) a madarak osztályának verébalakúak (Passeriformes) rendjébe, azon belül a csirögefélék (Icteridae) családjába tartozó faj.
Magyar neve forrással nincs megerősítve.

## Rendszerezése
A fajt Carl von Linné svéd természettudós írta le 1766-ban, az Oriolus nembe Oriolus icterocephalus néven. Sorolták az Agelaius nembe Agelaius icterocephalus néven is.

## Alfajai
- Chrysomus icterocephalus bogotensis (Chapman, 1914)
- Chrysomus icterocephalus icterocephalus (Linnaeus, 1766)[2]

## Előfordulása
Dél-Amerika északi részén, Brazília, Kolumbia, Francia Guyana, Guyana, Peru, Suriname, Trinidad és Tobago, valamint Venezuela területén honos. Kóborló példányai eljutnak Barbadosra is. A természetes élőhelye szubtrópusi és trópusi szezonálisan elárasztott legelők és szántóföldek, valamint folyók, patakok és mocsarak környéke. Állandó, nem vonuló faj.

## Megjelenése
Testhossza 17-19 centiméter, a hím átlagos testtömege 35,9 gramm, a tojóé 26,8 gramm.
|  |  |

## Életmódja
Magvakkal és rovarokkal táplálkozik.

## Természetvédelmi helyzete
Nagy az elterjedési területe, egyedszáma stabil. A Természetvédelmi Világszövetség Vörös listáján nem fenyegetett kategóriájában szerepel a faj.